# Война в Персидском заливе
Война в Персидском заливе (англ. Persian Gulf War), также известная как Война в заливе (англ. Gulf War), в арабском мире известна как Вторая война в Персидском заливе (араб. حرب الخليج الثانية‎) или Война за освобождение Кувейта (араб. حرب تحرير الكويت‎) — вооружённый конфликт между Многонациональными силами (МНС) и Ираком за освобождение и восстановление независимости Кувейта в период с 2 августа 1990 года по 28 февраля 1991 года.
Конфликт известен невиданным до того времени размахом применения авиации (не с точки зрения количества самолётов, а по влиянию на ход боевых действий), «умного» и высокоточного оружия, что, по мнению многих специалистов, знаменовало начало новой эпохи в военном искусстве (также, благодаря самому широкому освещению процесса боевых действий в СМИ, получила название «телевизионной войны»).
В коалиции ООН приняли участие почти все бывшие союзники СССР по соцлагерю, а сам Советский Союз, уже находившийся в процессе распада, впервые поддержал США.

## Предпосылки
Кувейт был основан в XVIII веке группой бедуинских кланов, переселившихся к берегу Персидского залива из внутренних районов Аравии и Катарского полуострова. Статус Кувейта был достаточно неопределённым: Османская империя считала его частью своей территории, фактически же шейхи Кувейта проводили независимую от Стамбула политику. В конце XIX века Кувейт попал в зависимость от Великобритании, а в 1920 году официально стал протекторатом Британской империи. Независимость страна получила в 1961 году.
Ирак вторгся в Кувейт в августе 1990 года, снова, как в 60-е годы, предъявив претензии на право управлять эмиратом, который в иракской традиции считается бывшей частью Османской империи, обвинив южного соседа в воровстве нефти (бурение по технологии наклонных скважин, которая была специально предоставлена Кувейту США) из приграничных месторождений Ирака, а также в участии в международном антииракском заговоре.

## Оккупация Кувейта

### Вторжение
Ночью 2 августа 1990 года четыре регулярные дивизии иракской армии вторглись в Кувейт. Ввиду полного военного превосходства противника наземные подразделения вооружённых сил Кувейта вели сдерживающие бои, в то же время отступая на территорию Саудовской Аравии. Некоторая часть авиации ВВС Кувейта успела перебазироваться на саудовские аэродромы. К исходу дня столица Кувейта оказалась под контролем иракских сил.
Успех операции по оккупации Кувейта был предопределён значительным качественным перевесом войск вторжения над национальной кувейтской армией. Количественный перевес был не всегда на иракской стороне, Ирак имел больше танков и авиации, но значительно уступал кувейтскому флоту. Например, главная военно-морская база Кувейта Эль-Кулайа, которую обороняло свыше 30 кувейтских боевых кораблей, была захвачена всего лишь двумя ракетными катерами иракской армии. Тем не менее, Ирак потерпел серьёзную неудачу, сказавшуюся на дальнейшем развитии кувейтского кризиса: иракскому спецназу не удалось захватить кувейтского правителя, эмира Джабера III. Попытка вертолётного десанта в Эль-Кувейте с целью захвата эмира натолкнулась на противодействие ПВО страны, при этом силы спецназа понесли значительные потери. Эмир успел эвакуироваться в Саудовскую Аравию, однако его младший брат погиб при штурме дворцового комплекса. В ходе танковых сражений иракские танки быстро разгромили кувейтские танки британского производства, при этом зачастую иракские танкисты уничтожали танки противника противопехотными снарядами.
Кувейтская армия вынуждена была бежать в Саудовскую Аравию, после её разгрома в боях с армией Ирака в вооружённых силах Кувейта осталось лишь чуть более 5000 военнослужащих. Десятки британских солдат, находившихся в Кувейте, были взяты иракцами в плен. Войска Саддама Хусейна захватили огромное количество кувейтской бронетехники.

### Реакция мировой общественности
Уже 2 августа Совет Безопасности ООН принял резолюцию № 660, в которой некоторые страны осудили вторжение и потребовали от Ирака немедленно вывести свои войска из Кувейта. Иракское руководство проигнорировало эту резолюцию. Многие другие страны не стали поддерживать эту резолюцию, президент Йемена Али Абдалла Салех приехал в Багдад и открыто заявил что Кувейт — это иракская земля. В Кувейте было установлено «временное правительство», которое обратилось к Ираку с просьбой включить Кувейт в свой состав. 6 августа Совет Безопасности ООН принял резолюцию № 661, предусматривающую введение эмбарго на торговлю с Ираком.
8 августа было объявлено о фактической аннексии Кувейта. Часть территории страны была присоединена к иракской провинции Басра, а оставшаяся территория 28 августа провозглашена 19-й провинцией Ирака. Город Эль-Кувейт был переименован в Кадхиму. В Саудовскую Аравию начали прибывать кувейтские беженцы.
Совет Безопасности ООН продолжал регулярно возвращаться к кувейтскому кризису и принимать резолюции (в общей сложности к концу года таковых было вынесено 12). На Ирак был наложен ряд санкций, введена морская блокада. В ответ на это в Ираке были задержаны граждане тех государств, которые приняли участие в санкциях. Эти люди оказались фактически на положении заложников и использовались Ираком для политического манипулирования. Лишь в декабре проблема иностранных граждан в Ираке была окончательно решена.
Иордания отказалась от любых осуждений действий Ирака. Вскоре после иракской победы Король Иордании Хусейн ибн Талал прибыл в Багдад на переговоры, а иорданские военные специалисты приехали к иракским коллегам чтобы отремонтировать и поставить в строй армии Ирака часть из огромного количества захваченной военной техники западного производства. Вдобавок, Иордания помогла Ираку обойти оружейное эмбарго, начав поставки боеприпасов.

## Операция «Щит пустыни»
После оккупации Кувейта на кувейтско-саудовской границе появилась крупная группировка вооружённых сил Ирака. Почти сразу же[когда?]

, согласно неизвестным источникам, стали происходить пограничные инциденты, связанные с нарушением иракскими подразделениями международной границы между странами. С другой стороны, солдаты антииракской коалиции сами нарушали линии государственной границы, в ходе чего арестовывались иракской армией. В таких инцидентах попало в плен несколько французских и саудовских солдат. Намерения президента Ирака Саддама Хусейна оставались неясными. Ряд западных аналитиков предполагали, что теперь он может попытаться вторгнуться в Саудовскую Аравию, располагавшую явно недостаточной армией для отражения подобного вторжения. Контроль над двумя странами, обладающими огромными запасами нефти, позволил бы Ираку существенно влиять на мировой нефтяной рынок. Ввиду этих соображений, Саудовская Аравия обратилась к США за помощью, и уже 7 августа в Саудовскую Аравию начали прибывать американские войска. Операция по обеспечению безопасности страны получила название «Щит пустыни» (Desert Shield). Однако уже 9 августа Саддам Хусейн опроверг опасения, сделав послание США, что у него нет никаких военных планов против Саудовской Аравии.
Развёрнутая группировка кораблей ВМС США возле Ирака несла на борту оружие массового поражения в составе около 450 ядерных боеголовок.
29 ноября 1990 года, после провала многочисленных попыток склонить Ирак к мирному урегулированию кризиса, СБ ООН принял резолюцию № 678. Резолюция предоставляла Ираку полтора месяца для того, чтобы прекратить оккупацию Кувейта. Если этого не произойдёт, государства-члены ООН, сотрудничающие с правительством Кувейта, уполномочиваются «использовать все необходимые средства, с тем чтобы поддержать и выполнить резолюцию № 660 (1990) и все последующие соответствующие резолюции и восстановить международный мир и безопасность в этом регионе». Это означало, что ООН предоставила уже сформировавшейся на тот момент коалиции Многонациональных Сил (МНС) право на проведение военной операции по освобождению Кувейта. 30 ноября Ирак отверг ультиматум.

## Многонациональные силы (МНС)

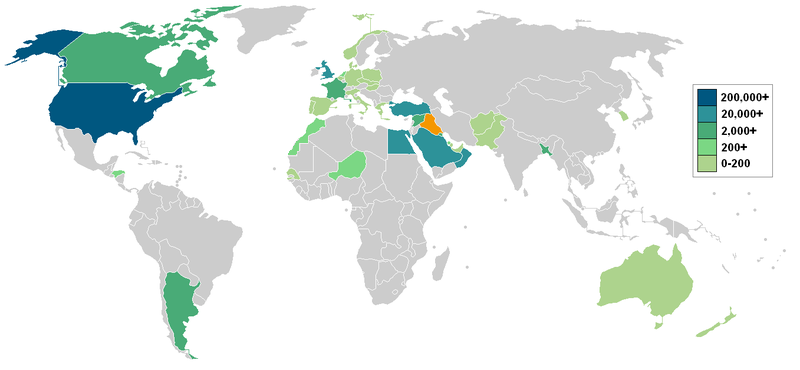
Ирак и страны МНС

Американские историки указывали что некоторые страны приняли участие в антииракской коалиции сколько не с целью освободить Кувейт, а сколько избавиться от конкурента [Ирака] за звание регионального лидера.
В различных источниках указывается разная численность воинских группировок стран МНС и предоставленной ими техники и снаряжения. Ниже приведены обобщённые данные. Данные по странам, внёсшим небольшой вклад в МНС, взяты в основном из этого компилятивного источника:
- США — основные силы коалиции: около 450 000 человек, включая 7-й корпус в полном составе.
- Великобритания — наибольший по численности контингент среди европейских стран, включая 1-ю бронетанковую дивизию. Были задействованы также значительные силы авиации и флота, включая авианосец Ark Royal. В специальных операциях принимали участие бойцы SAS.
- Франция — в общей сложности от 12 000 до 18 000 военнослужащих, несколько военных кораблей.
- Чехословакия — подразделение химической защиты.
- Австралия — 3 корабля, две медицинские группы.
- Аргентина — 4 корабля, 2 транспортных самолёта.
- Афганистан — группа афганских моджахедов прибыла в Саудовскую Аравию для защиты страны от возможного нападения[что?] со стороны Ирака[источник не указан 866 дней].
- Бангладеш
- Бахрейн
- Бельгия — 6 кораблей, 6 транспортных самолётов.
- Венгрия — медицинский персонал.
- Гондурас — небольшой воинский контингент.
- Греция — один фрегат.
- Дания — один фрегат.
- Египет — 2 бронетанковые дивизии и воздушно-десантные части. В общей сложности около 40 000 военнослужащих.
- Испания — 4 корабля, 1 транспортный самолёт.
- Италия
- Канада — эскадрилья транспортных самолётов.
- Катар
- Кувейт
- Марокко
- Нигер
- Нидерланды — 3 корабля.
- Новая Зеландия — 3 транспортных самолёта, медицинский персонал.
- Норвегия — 2 корабля.
- ОАЭ — бронетанковые подразделения, боевая авиация и корабли.
- Оман — наземные подразделения, боевая авиация, 4 военных корабля.
- Пакистан
- Польша — 2 корабля.
- Португалия — 1 корабль.
- Румыния — медицинский персонал и подразделение химической защиты.
- Саудовская Аравия
- Сенегал — небольшой воинский контингент.
- Сингапур — медицинский персонал.
- Сирия — бронетанковая дивизия и другие подразделения. В общей сложности 15 000—17 000 военнослужащих.
- Сьерра-Леоне — медицинский персонал.
- Турция — не выделяла войск для участия в коалиции, но предоставила свои аэродромы для базирования союзной авиации. Значительная группировка турецкой армии находилась в районе ирако-турецкой границы, что заставило Ирак постоянно удерживать в этом районе свои войска.
- Филиппины — медицинский персонал.
- Швеция — полевой госпиталь.
- Республика Корея — 5 транспортных самолётов, медицинский персонал.
- Япония — медицинский персонал и финансовая помощь на сумму около 13 000 000 000 долларов США на покрытие военных расходов[23].

## Операция «Буря в пустыне»
17 января 1991 года войска МНС начали боевую операцию по освобождению Кувейта.
17 января — 24 февраля 1991 года — бесконтактная фаза: массированные удары с воздуха, в которых было задействовано до 1000 самолётов, которые базировались как на наземных военно-воздушных базах, так и на 6 авианосцах. Ирак отвечал обстрелами территории Саудовской Аравии (принимавшей участие в войне) и Израиля (не принимавшего участия в войне) баллистическими ракетами «Скад» и акциями «экологического терроризма» — сливом нефти в Персидский залив.
29 января — 1 февраля 1991 года — битва при Хафджи: иракская армия на несколько десятков километров прорвала оборону коалиции в Саудовской Аравии и отошла через несколько дней.

### Операция «Сабля пустыни»

Схема наземного наступления войск международной коалиции

24 февраля — 28 февраля 1991 года — наземная операция, завершившаяся освобождением Кувейта и восстановлением ему статуса независимого государства. Более раннее название операции — «Меч пустыни».
Командующий межнациональными силами генерал Шварцкопф нанёс основной удар не на кувейтском направлении, где его ожидало иракское командование, подготовившее там статичную оборону, а западнее, в пустынном районе вдоль саудовско-иракской границы. Столица Кувейта была освобождена за двое суток; наступающие с запада войска коалиции подошли к Басре, практически окружив отходившие из Кувейта иракские силы. Во многих случаях иракские солдаты оказывали минимальное сопротивление и массово сдавались в плен. Некоторые бои были практически односторонними. В неравном бою на Медина-Ридж 27 февраля американцы, имея более чем трёхкратное численное преимущество, уничтожили и вывели из строя 186 (или 93) иракских танка и 127 (или 73) единиц другой техники, потеряв при этом четыре танка, две бронемашины, одного солдата убитым и десятки ранеными.
26 февраля Саддам Хусейн в выступлении по радио поздравил иракцев с победой над коалиционными силами, но признал, что иракские войска вынуждены покинуть Кувейт. Утром 28 февраля он объявил о прекращении огня и принятии Ираком всех требований ООН. 3 марта Норман Шварцкопф и Халед бин Султан на захваченной иракской авиабазе Сафван подписали с представителями иракской стороны соглашение о прекращении огня.
Наземная операция длилась 100 часов. За четверо суток войска МНС полностью освободили Кувейт и заняли около 15 % территории Ирака. Непосредственно на поле боя в ходе наступления соотношение потерь МНС и Ирака составило примерно один убитый солдат МНС на одну уничтоженную дивизию Ирака.

## Потери сторон

### Потери МНС

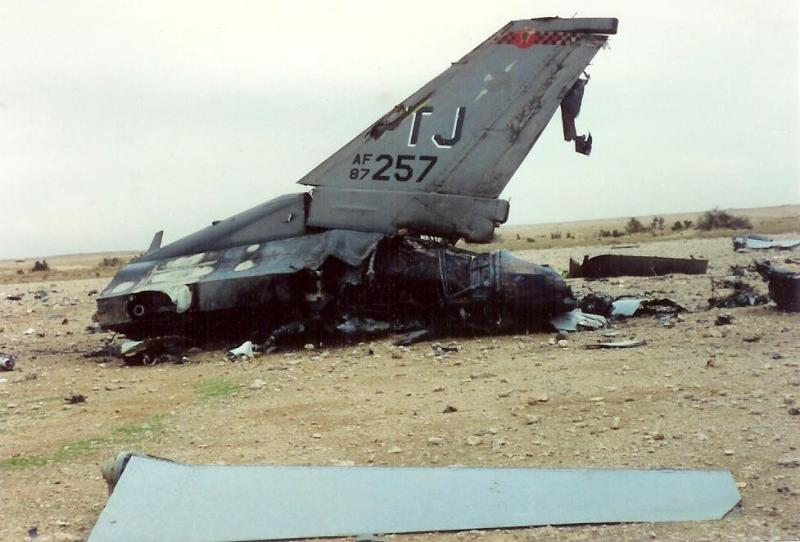
Обломки сбитого истребителя F-16 ВВС США

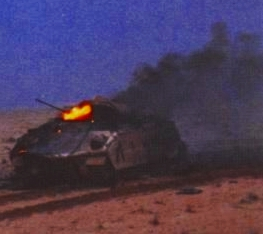
Горящая американская БМП «Брэдли», уничтоженная огнём иракского танка Т-72

Данные по потерям международной коалиции носят разрозненный характер. Наиболее полные данные существуют по потерям США. В приведённый ниже список не включены некоторые потери других стран-участниц МНС, понесённые до начала боевых действий и после их окончания.
- США
  - Людские потери: 298 погибших, в том числе 147[31] или 148[32] — боевые потери. Ранено по боевым причинам — 467 военнослужащих[32], ещё 21 военнослужащий попал в иракский плен[33]. Наибольшие потери (17 человек убитыми) понесла 1-я бронетанковая дивизия; необычайно высоким был уровень потерь от огня по своим (23 %)[34].
  - Потери в технике: в ходе операции «Щит в пустыне» вышло из строя около 15 различных бронемашин, 7 единиц артиллерии и 1 MLRS[35][36][37][38][39]. В ходе операции «Буря в пустыне» было уничтожено и выведено из строя по меньшей мере 85 единиц бронетехники и артиллерии. В их числе: 33 танка (23 M1 и 10 M60, из них 9 M1[40] и 6 M60[41] безвозвратно), 32 БМП Bradley (20 безвозвратно)[40], не менее 4 орудий (1 M109A3[42], 1 M198[43] и 2 M102[44]), 3 AAV[45], 2 LAV уничтожено[46] и несколько LAV подбито[47], не менее 3 M113[48][49][50], 1 M548[51] и не менее 5 Humvee[50][52]. Также были потеряны не меньше 3 радаров[53][54].
  - Потери в авиации: 40 самолётов (в том числе 28—29 от действий противника), 23 вертолёта (из них только 5 от действий противника), не менее 44 БПЛА[55][56] (в воздушных боях подтверждённые потери 1-2 самолёта сбитыми, 1 самолёт подбитым[57] и 3 БПЛА сбитыми[58][59]).
  - Потери кораблей: в ходе операции «Щит в пустыне» утонуло, либо было повреждено несколько американских кораблей. В ходе операции «Буря в пустыне» получили повреждения вертолётоносец «Триполи» и ракетный крейсер «Принстон»[60].
- Кувейт
  - Людские потери (с учётом иракского вторжения в августе 1990): 4200 военнослужащих погибло и 12 000 взято в плен во время вторжения Ирака[8], по другим данным, погибло и пропало без вести около 3400 военных и гражданских[61]. Во время операции «Буря в пустыне» погиб 1 военнослужащий[62], 7 было ранено и 1 попал в плен[33], как минимум 1 мирная кувейтская женщина была убита антииракской коалицией[63].
  - Потери в технике: уничтожено и захвачено около 1300 танков, бронемашин и САУ во время иракского вторжения. Артиллерия была потеряна в полном составе во всех видах[8]. Потери во время операции «Буря в пустыне» неизвестны[10][64][65][66].
  - Потери в авиации: по одним данным около 20 самолётов и вертолётов потеряно во время иракского вторжения[67], по американским данным одними только трофеями Ирак захватил 72 кувейтских самолёта и вертолёта[68]. 1 кувейтский самолёт был потерян во время операции «Буря в пустыне».
  - Более 150 кораблей и катеров захвачено[69][70].
  - Система ПВО Кувейта была полностью уничтожена либо взята трофеями.
  - 90 % кувейтских военных объектов были уничтожены или серьёзно повреждены[71].
- Великобритания
  - Людские потери: в августе 1990 года 35 британских солдат попало в плен[9], 47 погибших[72], в том числе 11 от огня по своим[60], 13 раненых и ещё 12 пленных[33].
  - Потери в наземной технике: по отрывочным сведениям потеряно не менее 4 танков и 5 бронемашин (3 танка Centurion Mk.5 AVRE, 1 танк FV-101 Sсorpion, 3 БМП FV-510 Warrior и 2 БМП FV-103 Spartan)[73][74].
  - Потери в авиации: 8 самолётов[75].
  - Всего потеряно техники стоимостью 200 миллионов фунтов стерлингов[76].
- Саудовская Аравия: 47 убитых, 220 раненых[77], 20 взято в плен[78].
  - Потери в технике: 10 бронемашин V-150[79].
  - Потери в авиации: 4—5 самолётов и 2 вертолёта (в том числе 1—2 самолёта боевые)[56][75].
  - Потери флота: 1 ракетный катер повреждён[80].
- Катар: 2 танка AMX-30[79], не меньше 4 убитых.
- Египет: 14 погибших[60], 95 раненых[77].
- Сирия: 2 погибших[81].
- ОАЭ: 6 погибших[82], 17 раненых[77].
- Франция: 3 пленных в ходе операции «Щит в Пустыне»[83], в 1991 году 3 убитых в боях[84], 25 раненых[33], 2 самолёта и 3 вертолёта[56][60].
- Сенегал: 8 раненых в ходе боевых действий[85], 92 погибших солдат после окончания боевых действий[86].
- Италия: 2 попало в плен[33], потерян 1 самолёт.

Общее число погибших в составе сил коалиции во время операции «Буря в пустыне» составило несколько сотен человек. Арабская коалиция потеряла чуть более 100 человек погибшими. Во время операции «Щит пустыни» было потеряно 26 летательных аппаратов, 25 из которых разбились по техническим причинам и один был угнан. В общей сумме, с учётом захвата Кувейта, приблизительное количество безвозвратных авиационных потерь стран антииракской коалиции составило от 150 до 200 летательных аппаратов.

### Потери Ирака

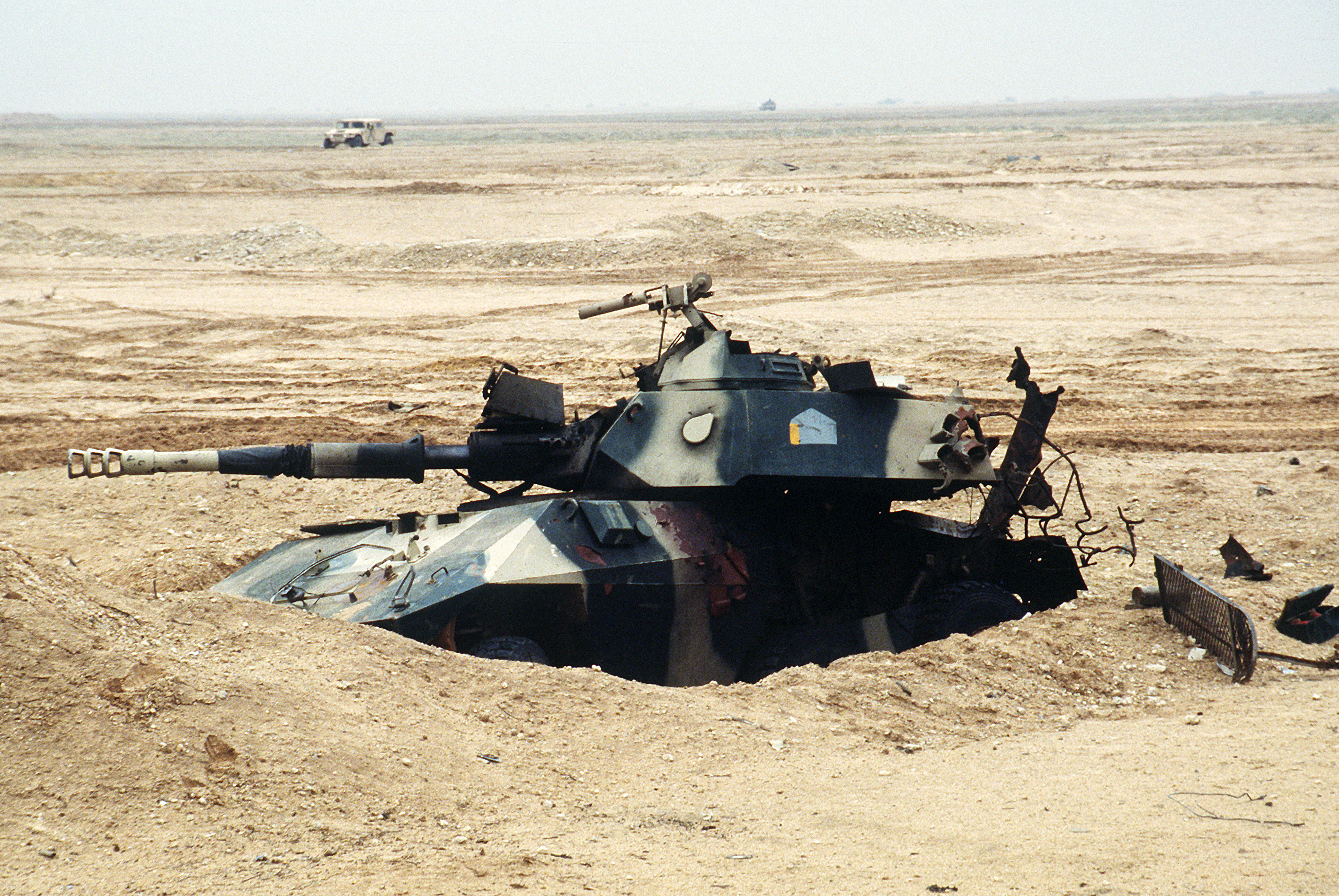
Иракский бронеавтомобиль EE-9 Cascavel, подбитый огнём танка коалиции

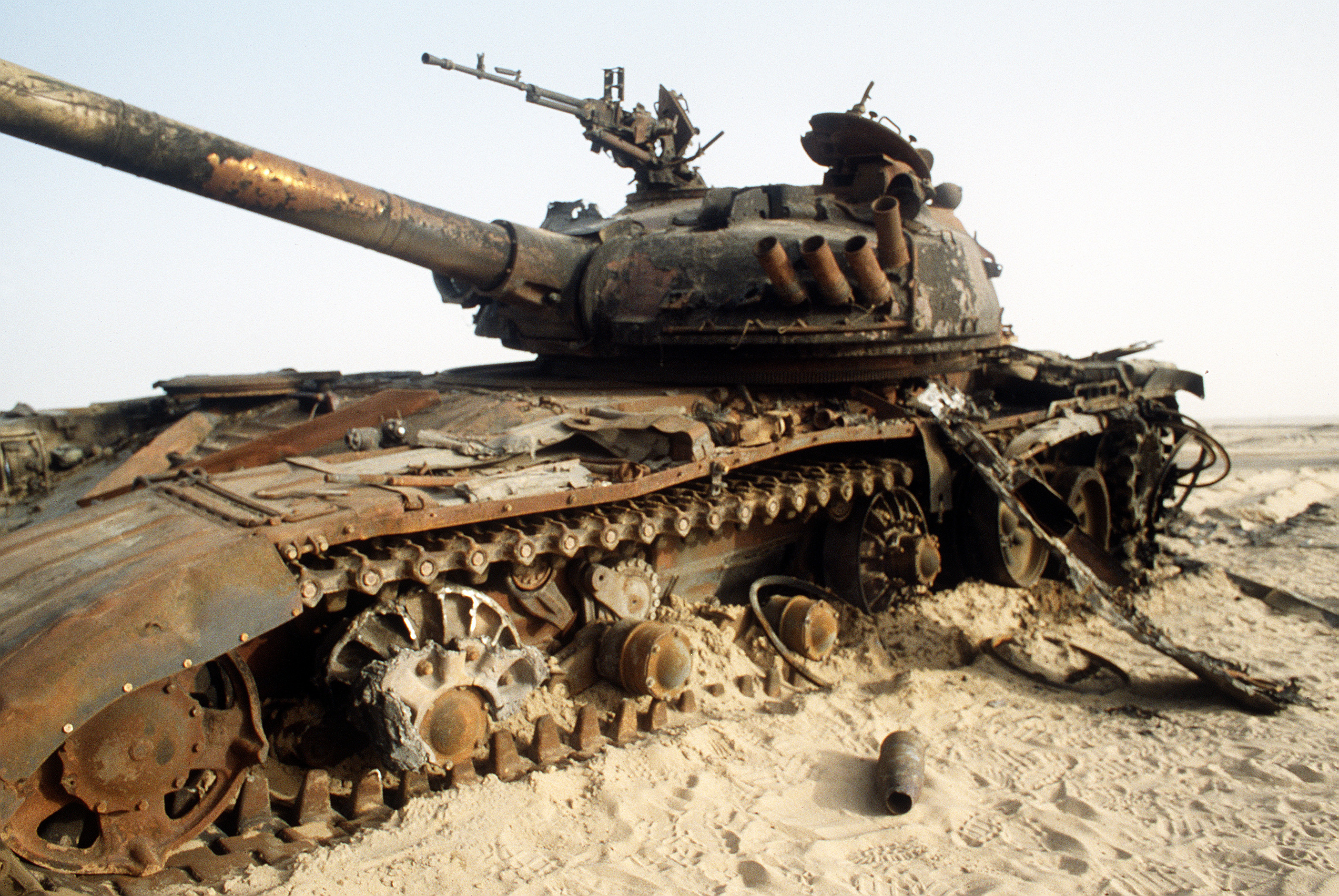
Уничтоженный иракский танк Т-72

В Кувейте в период с начала оккупации до начала военной операции МНС погибло около 200 иракских солдат, из них 126 в результате падения военно-транспортного самолёта, сбитого членами кувейтского подполья.
20 февраля 1991 года заместитель премьер-министр Ирака Саадун Хаммади подтвердил, что с начала операции коалиции число погибших иракцев достигло 20 тысяч человек, раненых — около 60 тысяч.
По оценке исследователя Карла Конетты, в результате воздушных бомбардировок и наземных боевых действий иракские вооружённые силы потеряли от 20 до 26 тыс. человек убитыми, несколько сотен из которых были закопаны заживо в траншеях. Как можно заметить выше, цифры Конетты сопоставимы с иракскими данными, хотя иракские данные от 20 февраля не включают потери в наземной войне, произошедшей с 24 февраля по 2 марта и потому являются неполными по сравнению с данными Конетты. По американским данным, в общей сложности уничтожено или утратило боеспособность 42 дивизии вооружённых сил Ирака. Силы США захватили в плен 71 204 иракских военнослужащих (информация о количестве пленных у войск других стран коалиции отсутствует). Таким образом, безвозвратные потери иракской армии превышают 90 тысяч военнослужащих. После завершения войны 13 318 пленных иракцев отказались возвращаться на родину и получили статус беженцев.
Отмечались случаи убийства раненых иракских военнослужащих в госпиталях войск коалиции, по меньшей мере 22 раненым людям была введена смертельная инъекция.
Сразу после завершения боевых действий западные СМИ сообщали совершенно другие цифры, по их утверждениям число погибших иракцев может достигать 100 тыс. человек. Некоторые авторы придерживаются ещё более высоких чисел — до 200 тыс. погибших.
Согласно официальным данным иракского правительства, опубликованным после войны, в 1991 году погибло 2278 иракских мирных жителей. Как указывали американские социологи, иракское правительство занизило общую цифру, при перепроверке по сообщениям из каждой провинции, США пришли к выводу что потери мирных жителей Ирака составили 3664 человека погибшими. 408 мирных жителей погибло в результате бомбардировки бомбоубежища Амирия малозаметными самолётами F-117. Также, около 1500 иракских мирных жителей было похищено США.
Ниже приведена оценка материальных потерь вооружённых сил Ирака.
- Авиация. Потеряно 39 самолётов и вертолётов в ходе вторжения в Кувейт в 1990 году[99]. В ходе операции «Буря в пустыне», по официальным иракским данным было потеряно 250 самолётов[100]. По американским данным было уничтожено 104 (по первоначальной оценке) или 232 (по более поздней оценке) самолёта (из них по амер. утверждениям 35—36 в воздушных боях, не все из которых являются подтверждёнными[101]) и 19 вертолётов (из них по амер. утверждениям 5 в воздушных боях) в 1991 году. В общей сумме, с учётом захвата Кувейта, количество безвозвратных авиационных потерь Ирака составило 308 летательных аппаратов. Причём часть из них составили захваченные кувейтские и даже иранские самолёты. Кроме того, 137 самолётов перелетели в Иран и не были возвращены, тоже став для Ирака безвозвратными потерями.
- Бронетехника. Потеряно от 1800 до 3700 танков, от 520 до 2400 других единиц бронетехники.
- Артиллерия. Выведено из строя, захвачено от 1465 до 2600 стволов артиллерии[102].
- Корабли. Были потоплены все бывшие кувейтские боевые судна[103]. Точное количество потерь непосредственно иракского флота неизвестно, так как цифры сильно расходятся в американских источниках. По изначальным американским заявлениям было уничтожено 19 и повреждено 6 кораблей ВМС Ирака, в целом же Ирак мог потерять более 100 судов всех видов[104], эти цифры позже подвергло сомнению Командование военно-морской истории и наследия[англ.] США, указав что под понятие «боевой корабль» у Ирака подходило всего лишь 2 судна[105]. Вдобавок, Командованием военно-морской истории и наследия США было приведено множество примеров и причин завышения иракских потерь[106].
- Потери системы ПВО. ЗРК С-75 — 98 %, «Квадрат» — 88 %, С-125 — 46 %, Hawk — 33 %, Roland — 7 %[107].

См. также: Список кораблей, потерянных в ходе конфликта

## Потери не участвующих государств, а также гражданских лиц участвующих государств

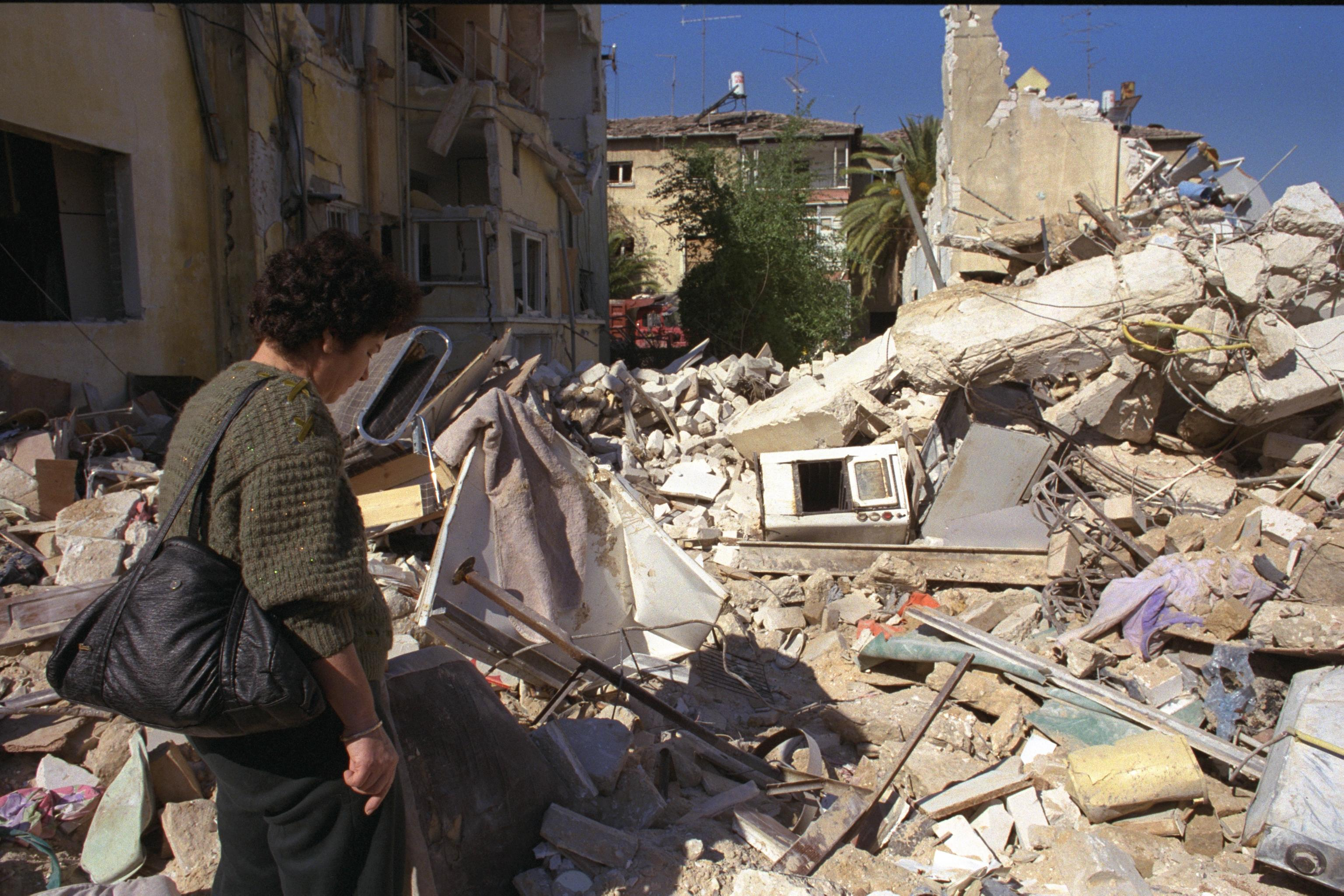
Разрушенное жилое здание. Рамат-Ган. Израиль

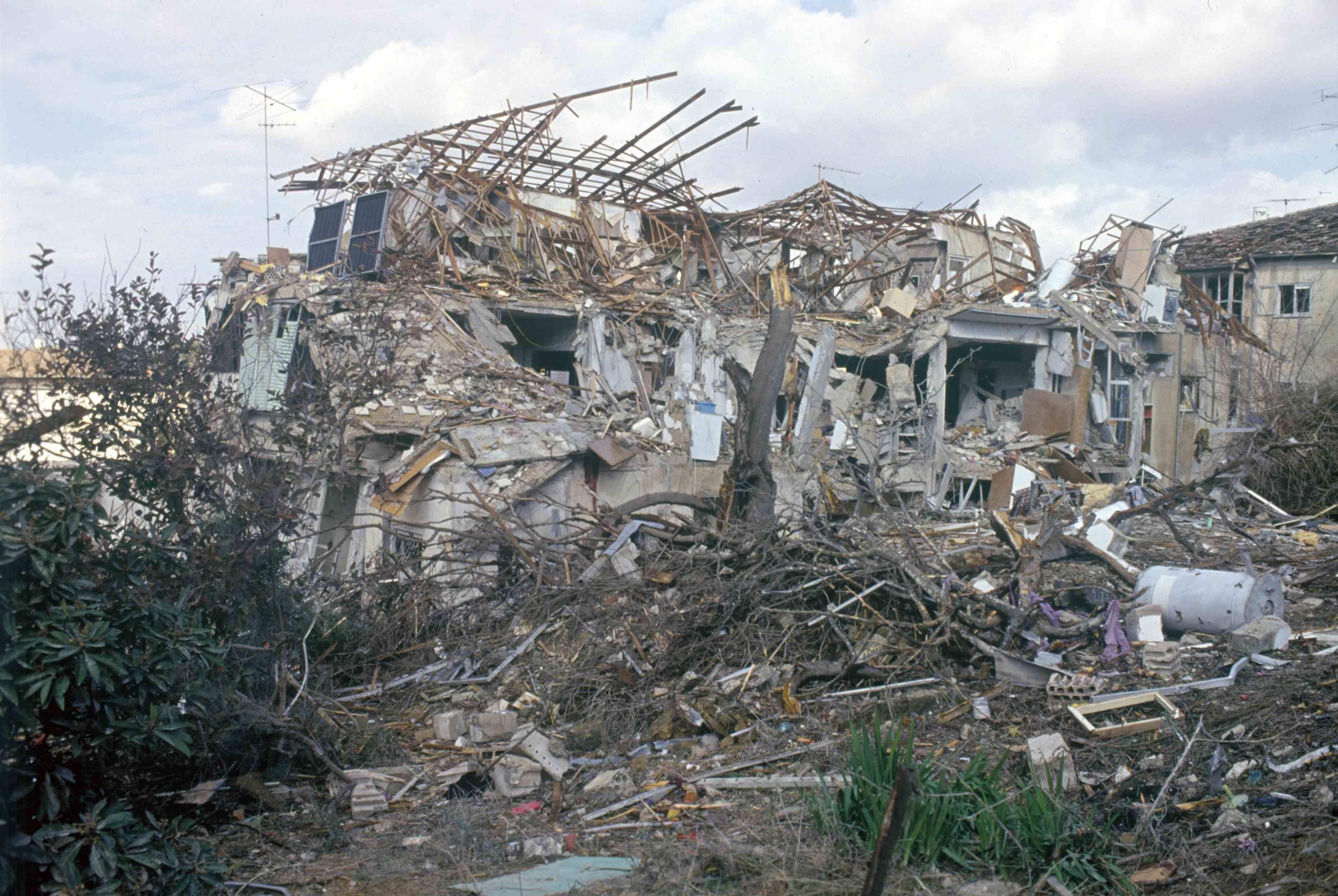
Разрушения в Тель-Авиве в результате попадания баллистической ракеты

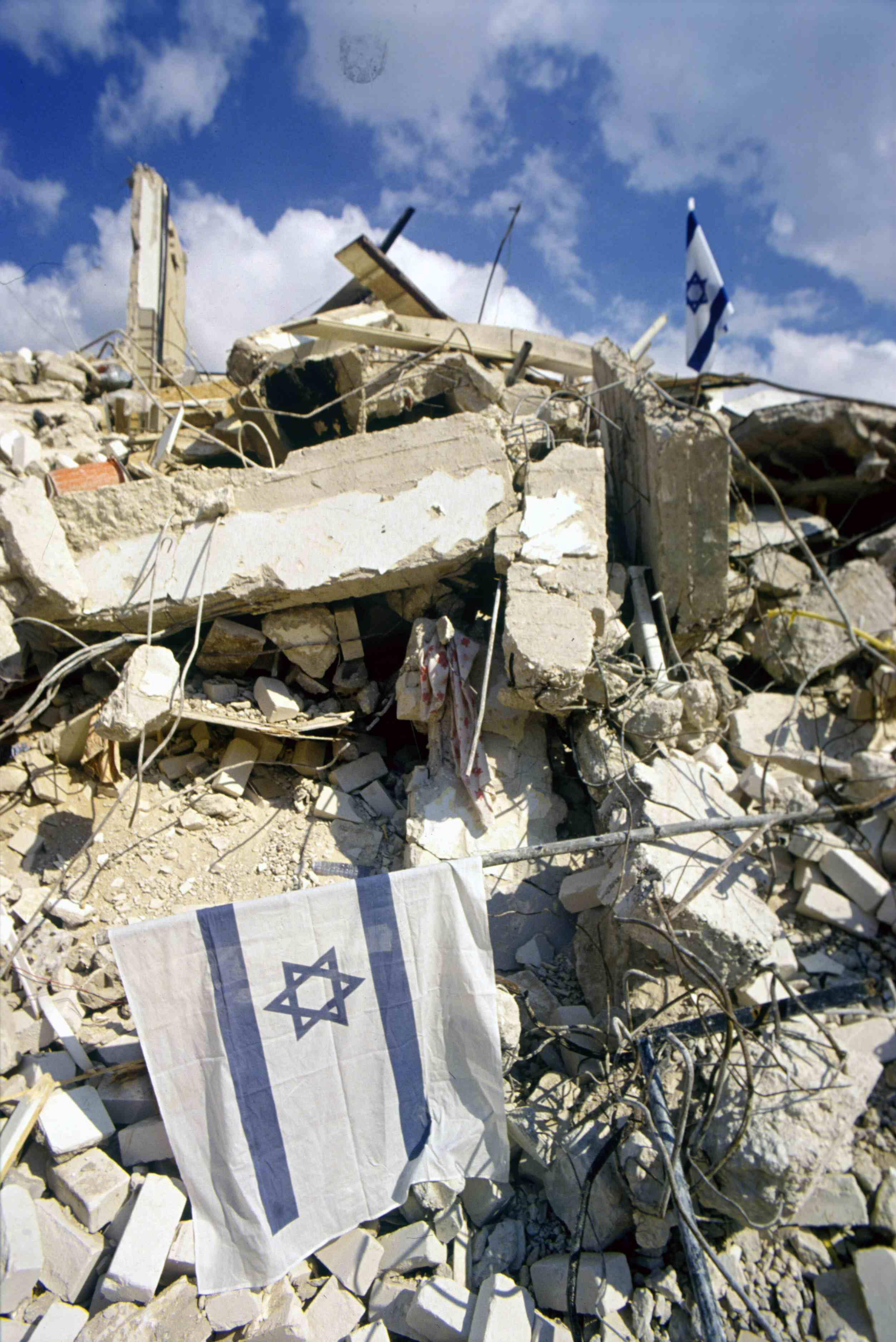
Разрушения в Израиле в результате попадания баллистической ракеты

### Иордания
Иордания не принимала участия в войне, но при этом пострадало значительное количество иорданских мирных жителей на территории Ирака. Было убито не меньше 21 и ранено не меньше 27 граждан Иордании.
- Утром 28 января возле города Рутба была атакована группа врачей Арабского медицинского комитета по ЧС, которая двигалась на двух автомашинах с красными крестами на капотах. Возле машин упала кластерная бомба, многочисленные раны получил иорданский врач Самир А. Кавасми.
- 6 февраля Король Иордании Хусейн ибн Талал назвал атаки коалиции на Ирак бессмысленными и обвинил в убийствах невинных мирных жителей[91].
- 7 февраля иорданский посол в США доложил генеральному секретарю ООН, что в период с 29 января по 5 февраля в результате авианалётов авиации коалиции погибло 14 и ранено 26 иорданских граждан, было поражено 52 автомашины, принадлежащих иорданским компаниям.
- Днём 9 февраля колонна из иорданского пассажирского автобуса, на борту которого находилось 62 человека — иностранных граждан, эвакуировавшихся из Кувейта, и двух легковых машин, возле иракской границы была атакована самолётами коалиции. Первая ракета попала в корму автобуса, вторая в крышу, после чего автобус был расстрелян из авиапушек, когда уцелевшие пассажиры выбежали из автобуса и спрятались в 200 метрах от него, в их укрытие попала третья ракета. Обе легковые машины были также уничтожены. Всего в результате уничтожения колонны беженцев в автобусе было убито от 18 до 27 человек (включая не менее 5 иорданских женщин, 2 иорданских мужчин и 1 кувейтскую женщину). В легковых машинах были убиты 4 человека[108].

### Израиль
В ходе операции «Щит пустыни» затонул израильский паром Ein Tuvia, перевозящий американских моряков.
Хотя Израиль не участвовал в Многонациональных силах, Ирак в ходе боевых действий обстреливал его территорию ракетами. В общей сложности 17—25 января 1991 года иракская армия успела выпустить по Израилю 39 ракет «Скад» советского производства (самые мощные обстрелы — 17, 19 и 22 января). В результате попадания ракеты 1 человек погиб, ещё не меньше 2 скончались от полученных ранения. Ещё 12 граждан Израиля умерли по различным причинам, связанным с этими обстрелами — неправильное пользование противогазом, сердечные приступы, и т. д. За медицинской помощью обратились 230 граждан, в большинстве случаев речь шла о лёгких ранениях, контузиях и нервных срывах. 4095 единиц жилья получили повреждения, в основном сообщалось о разбившихся оконных стёклах. Разрушено было почти 12 квадратных километров застройки.

### Другие страны
На территории Ирака и Кувейта в результате авиаударов коалиции пострадали также гражданские лица Судана (десятки убитых), Индии (не меньше 1 убитого), Египта (не меньше 1 убитого), Кувейта (не меньше 1 убитого), Палестины (не меньше 1 раненого), Турции (не меньше одного раненого) и др.
Известные случаи:
- 3 февраля по дороге на Требил гражданин Египта был расстрелян из авиапушки, когда шел на автобус, чтобы уехать в Иорданию.
- 13 февраля между городами Рутба и Рамади автобус Nissan, который эвакуировал граждан Судана, был уничтожен авиацией коалиции. В результате атаки было убито от 29 до 35 суданских граждан, по некоторым данным выжил только один пассажир, которого в шоковом состоянии вернули в Багдад[108].

## Диверсии
Иракские специальные службы, а также различные группировки по всему миру в ходе войны и после неё проводили диверсии против военных, чиновников и имущества стран антииракской коалиции.
Саудовская Аравия
3 февраля 1991 года шесть человек расстреляли военный автобус с саудовскими и американскими военнослужащими в городе Джидда. В результате атаки были ранены 2 американских пилота и 1 саудовец. Нападавшие были арестованы.
28 марта возле военного лагеря в Эль-Джубайль была расстреляна машина американских солдат, в результате 3 морпеха армии США были ранены.
Кувейт
Во второй неделе марта 1991 года в кувейтском городе Хавалли был атакован саудовский конвой грузовиков-водовозов, в результате атаки 1 саудовский контрактник был застрелен и ещё 2 пропало без вести.
Таиланд
В феврале 1991 года в городе Бангкок были убиты 3 саудовских дипломата. Нападавший успел покинуть страну.
Турция
28 января 1991 года президент Ливии Муаммар Каддафи сделал заявление, что Турция заплатит цену за свою позицию в войне в Персидском заливе.
В ходе боевых действий резко возросла активность турецкой Революционной народно-освободительной партии. РНОПФ крайне негативно отреагировала на участие турецкого правительства и армии в поддержке действий против Ирака. В результате многочисленных нападений в 1991 году на турецких и американских солдат, были убиты 2 действующих генерала и 3 генерала запаса турецкой армии и жандармерии и около 30 турецких полицейских. Также бойцами организации были убиты 5 американцев, обслуживающих военные объекты и ранен 1 офицер ВВС США. Кроме этого КП Турции также убила 5 турецких полицейских.
Кроме нападений с целью убийства были также подрывы складов американской армии и зданий компаний стран антииракской коалиции. В ходе подрывов складов был причинён значительный ущерб имуществу и технике армии США. Наиболее массовый случай подрывов произошёл 16 марта, когда в трёх турецких крупных городах прогремели 10 взрывов на территории зданий американских компаний, в том числе 7 взрывов произошло в Стамбуле, вдобавок была неудачная попытка подрыва в Измире, в ходе преждевременной детонации погиб один и ранен один член РНОПФ.
Пакистан
В январе 1991 года здание саудовской компании было расстреляно в Карачи, пострадавших не было.
В феврале бомба была брошена на территорию резиденции саудовского консула в Карачи, один охранник был ранен.
В феврале в Пешаваре было взорвано здание британской гуманитарной организации.
Греция
В январе Революционная организация 17 ноября произвела 7 атак на объекты американских и британских компаний. В большинстве случаев использовалась взрывчатка. Был нанесён материальный ущерб, пострадавших не было.
12 марта 1991 года сержант американских ВВС был убит, когда его резиденция в Афинах была взорвана. Революционная организация 17 ноября заявила, что нападение было совершено «за геноцид 13 тысяч иракцев».
В апреле в городе Патрас неизвестный попытался взорвать британское консульство, однако бомба взорвалась ещё при подготовке, убив диверсанта и 6 граждан Греции.
Всего на территории Греции произошло более 10 подобных атак.
Йемен
31 января 1991 года неизвестный атаковал посольство США, а также забросал динамитными шашками резиденции турецких и японских дипломатов.
Индонезия
18 января 1991 года в Джакарте возле резиденции посла США было обнаружено взрывное устройство, предполагаемо заложенное иракскими агентами.
Германия
В феврале 1991 года Фракция Красной армии Германии в городе Бонн из автоматического оружия расстреляла американское посольство. По зданию было выпущено около 250 пуль, был нанесён материальный ущерб.
Всего на территории Германии произошло 11 атак на имущество американских компаний.
Италия
В январе 1991 года произошло не меньше 5 обстрелов/подрывов зданий американских и британских компаний.
Латинская Америка
Десятки нападений были совершены в Перу, Эквадоре, Чили и Бразилии на здания и имущество компаний США, для атак использовались динамитные шашки, гранатомёты LAW, РПГ-7, самодельные взрывные устройства и различное огнестрельное оружие. В столице Перу Лиме была уничтожена статуя 35-го президента США Джона Кеннеди и взорвано охранное агентство, обеспечивающее охрану посольства США, в результате подрыва погибло 2 охранника и ранено 5 прохожих.

## Информационное сопровождение

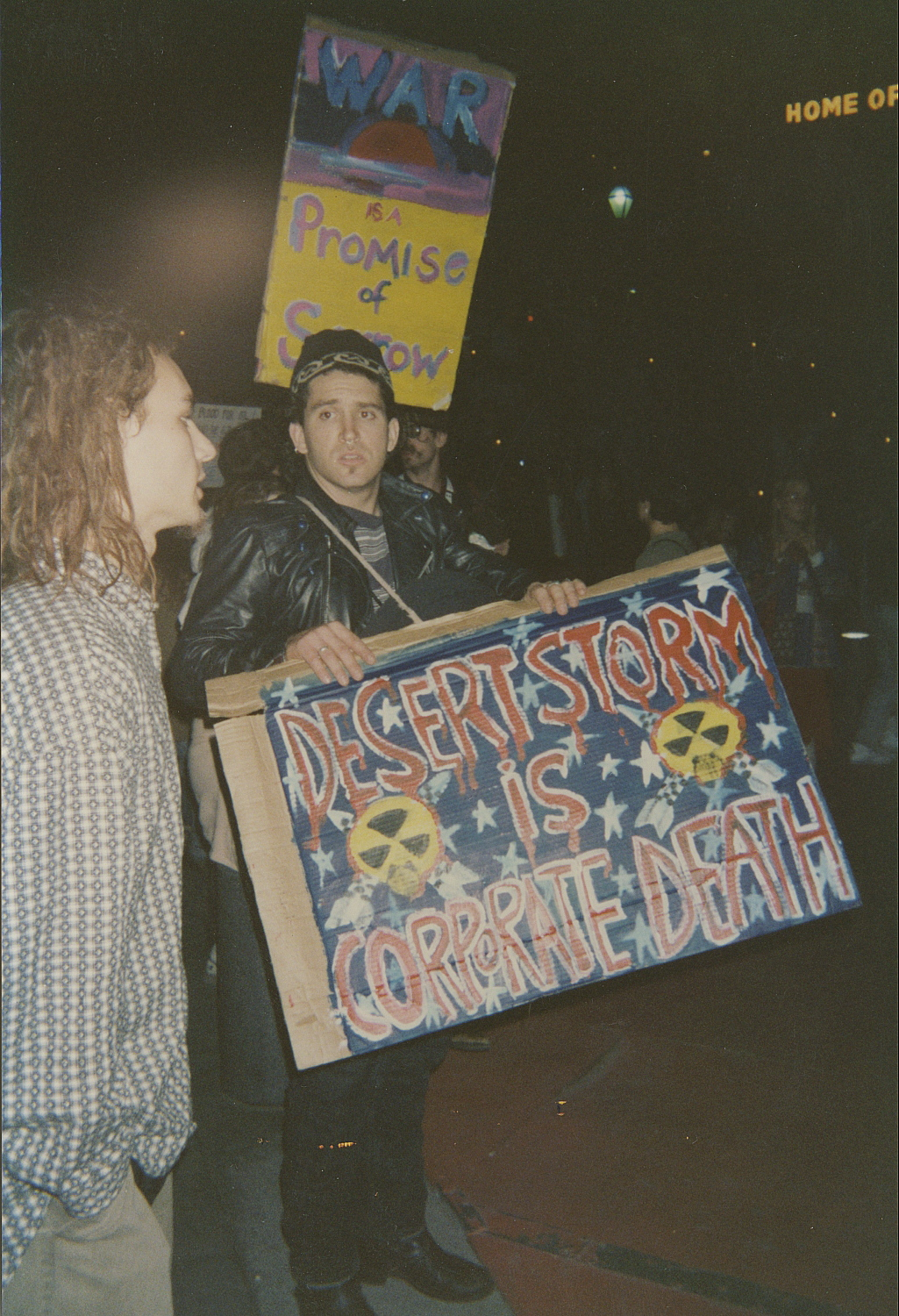
Протестующие с антивоенным пикетом в Новом Орлеане

Война в Персидском заливе 1991 года считается одной из самых жестко цензурируемых войн в американской истории. Помимо соображений безопасности, политика цензуры также была направлена на усиление поддержки американских войск в тылу. Пропаганда в США, опираясь на негативный информационный опыт войны во Вьетнаме, чтобы избежать «ошибок» в СМИ, ввела жёсткий контроль над освещавшими эти события средствами массовой информации.
Иракская пропаганда подавала войну как «оказание помощи народу, который восстал против кувейтского режима», и возвращение «исконно иракских земель, отобранных британскими колонизаторами». В Багдаде опирались на тот факт, что ранее кувейтская территория являлась частью Османского Ирака, но позже англичане отобрали регион у османов.
В иракских коммюнике заявлялось о тяжелейших потерях авиации МНС; на пятый день войны 21 января иракцы сообщали о 154 сбитых самолётах, в то время как командование МНС — о потере всего 15 самолётов. Однако иракская сторона проводила многократную перепроверку, на основе которой снижалось итоговое число заявленной сбитой авиации коалиции. Основываясь на сопоставлении данных разных подразделений об одном случае, нахождении обломков, показаний пленных пилотов, тел убитых пилотов и пресс-конференций коалиции, иракская сторона снизила количество уничтоженных летательных аппаратов противника за всю войну с 281 до 44 единиц. Что вполне сопоставимо с данными коалиции. Таким образом, иракцы уже после войны пришли к выводу, что публично оглашавшиеся ими во время войны потери авиации МНС были значительно завышены. Случаи завышения потерь противника по подобным причинам происходили и у американской стороны, например, американские историки после войны выяснили, что уничтожение одного иракского тральщика выдавалось за уничтожение 4 разных кораблей — за фрегат, за ракетный катер и за 2 разных тральщика. Ещё большим примером завышений потерь противника являлись пресс-релизы об «уничтожении» иракских мобильных ракетных установок SCUD, потерь у которых не было. 20 января главнокомандующий войсками коалиции генерал Норман Шварцкопф заявил, что были уничтожены 16 таких установок. Об их уничтожении также заявляли командующий британскими войсками генерал-лейтенант Питер Билльер и директор планирования Центрального Командования ВВС США бригадир Бастер Глоссон. Позже, специальная комиссия ООН установила что нет никаких доказательств уничтожения ни одной ракетной установки SCUD.

## Последствия войны

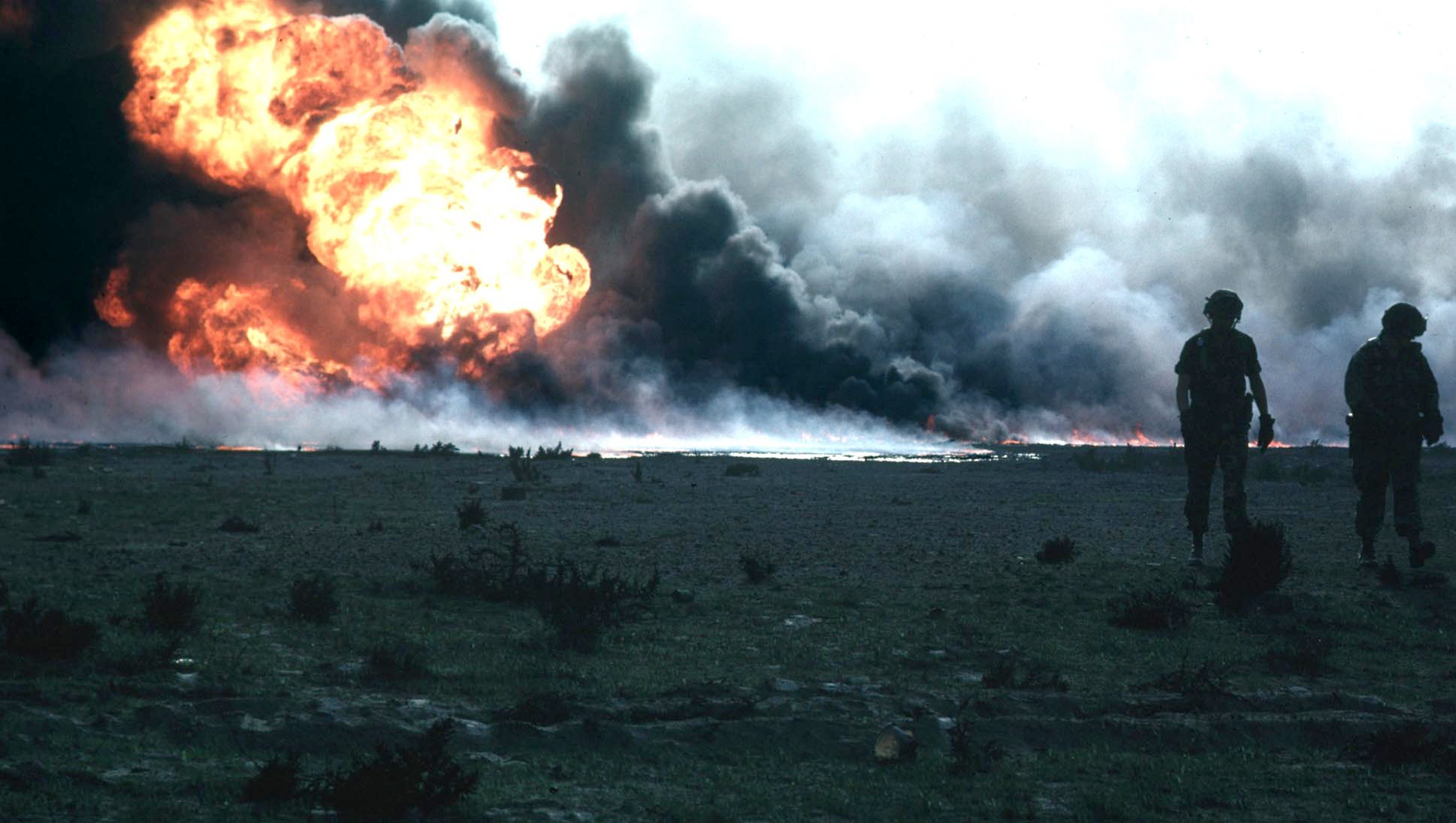
Горящая нефтяная скважина в Кувейте

За первые полгода после окончания операции «Буря в пустыне» в зоне, на которой проходили боевые действия, в результате подрывов на минах погибло 44 американских военнослужащих.
Сразу после прекращения огня в Ираке вспыхнули восстания на юге и севере страны, приведшие к иностранной военной интервенции на севере и фактической утрате иракским правительством контроля над курдскими районами.
Война имела тяжёлые экологические последствия для региона. Иракская армия поражала на территории Саудовской Аравии НПЗ и нефтедобывающие вышки. В последние недели оккупации Кувейта иракские войска организовали сброс нефти в Персидский залив. Пытаясь предотвратить попадание нефти в залив, авиация Многонациональных сил подвергла бомбардировке ряд нефтенасосных станций с применением высокоточного оружия. Тем не менее, до конца войны в залив вылилось около 8 млн баррелей нефти. Это нанесло серьёзный ущерб экологии Персидского залива, привело к гибели 30 000 птиц. При отступлении из Кувейта иракская армия подожгла более 700 нефтяных скважин, тушение которых было завершено лишь в ноябре. После окончания войны из-за густого дыма от горящих скважин разбился транспортный самолёт Саудовской Аравии, перевозивший сенегальских солдат антииракской коалиции (более 90 погибло). В Кувейте, Турции, ОАЭ шли чёрные дожди. На «высыхание» 320 озёр ушло всё последующее десятилетие. По оценке Би-би-си, в результате войны произошла одна из самых тяжёлых экологических катастроф в истории.
Армии антииракской коалиции широко использовали боеприпасы, содержащие обеднённый уран. Всего было использовано от 275 до 320 тонн обеднённого урана. По мнению многих американских экспертов это может быть причиной резкого роста различных заболеваний у американских солдат и у местного населения.
В соответствии с принятой после войны резолюцией СБ ООН 687 экспертами Организации Объединённых Наций была реализована программа по уничтожению химического оружия, имевшегося у Ирака. Всего эксперты ликвидировали или подтвердили добровольную ликвидацию самими иракцами 88 000 химических боеприпасов, более 690 тонн реагентов, 4000 тонн прекурсоров и 980 единиц оборудования, использовавшегося для производства химического оружия.
По американским данным около 600 кувейтских граждан были похищены Ираком за время оккупации. Ирак частично опроверг эти заявления указав что были арестованы только 126 граждан Кувейта, большинство из которых были мужчины призывного возраста, но около 20 были младше 16 лет. В свою очередь, во время операции «Буря в пустыне» войска коалиции похитили не менее 1492 иракских мирных жителей.
После ухода иракцев с территории Кувейта и возвращению к власти королевской династии Аль Сабах, в стране стали проводиться этнические чистки. В ходе расправ было убито 628 палестинцев, людей как открыто казнили, так и люди гибли в ходе пыток. Множество людей были брошены в тюрьмы. Произошло массовое изгнание палестинцев из Кувейта.
Кувейт понёс большие экономические потери в результате оккупации и войны. Только стоимость тушения горящих скважин и восстановления оборудования на них была оценена в 12 млрд долларов. Общий ущерб, нанесённый стране, по осторожным оценкам составил 30—50 млрд долларов.
С 1991 года ежегодно 26 февраля в Кувейте празднуется День освобождения Кувейта от Иракской оккупации.
Турция

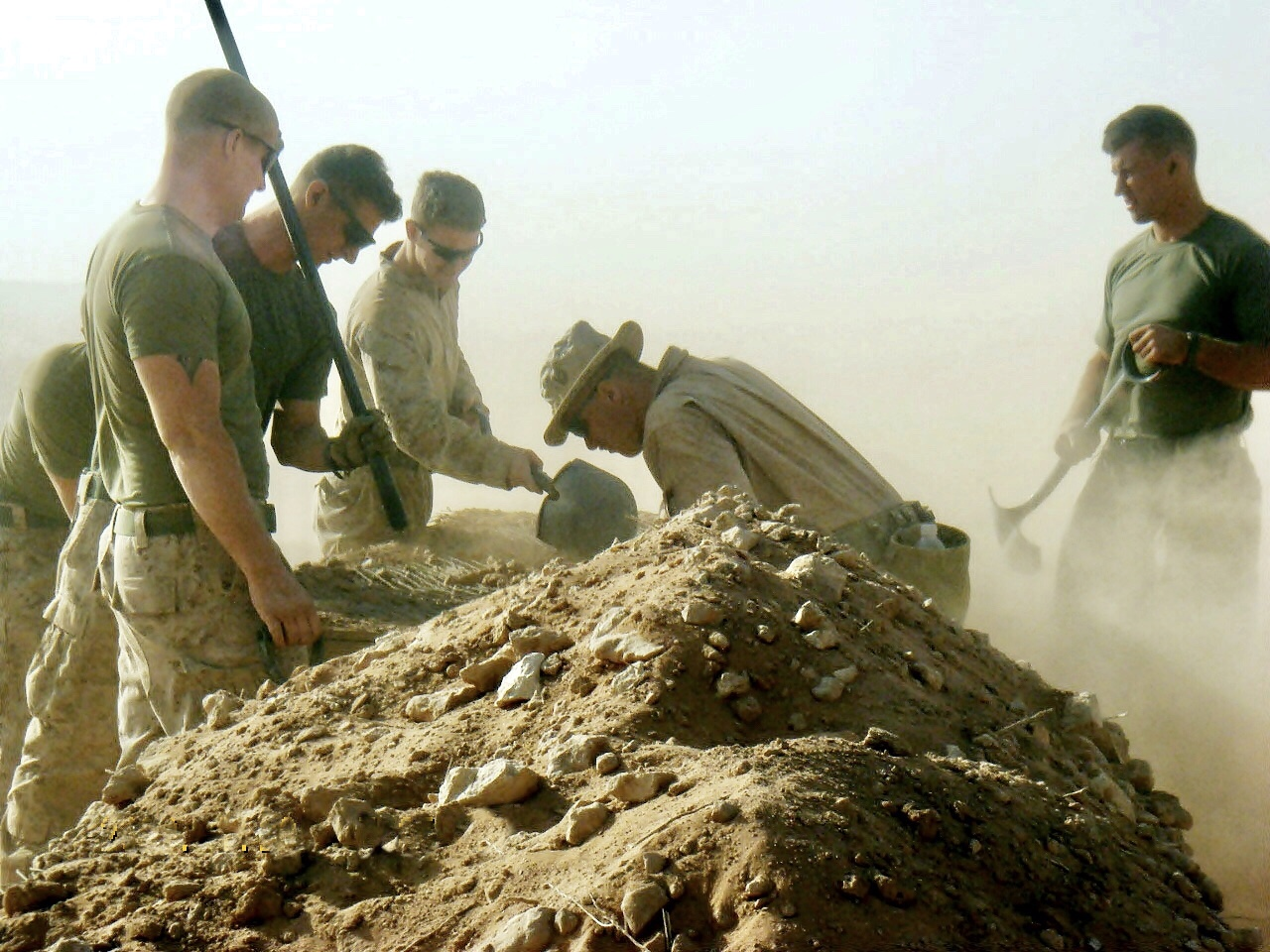
Раскопки обломков американского истребителя F-18 и останков пилота Майкла Спичера, сбитого иракским перехватчиком МиГ-25. 2009 год

7 сентября 1991 года турецкий президент заявил, что из-за антииракских санкций Турция понесла экономический ущерб в 3,5 млрд долларов.
В отношениях между Турцией, США и Великобританией начали проявляться разногласия. После окончания войны турецкие вооружённые силы пытались мешать британскому контингенту отправлять гуманитарную помощь беженцам войны. Во время инцидента в Ишелова несколько сотен турецких солдат окружили гуманитарный конвой из 40—50 британцев и американцев и стали похищать и забирать раздаваемую беженцам гуманитарную помощь. Британский журналист Фиск, рассказавший об инциденте в Ишелова, был арестован, а затем выслан из Турции, другой британский журналист, не принимавший участия в написании статьи, был также депортирован.
Рост турецких исламистских и националистических движений привёл в итоге к сокращению военной помощи из США.

## Компенсации пострадавшим
В 1991 году была создана Компенсационная комиссия при Совбезе ООН, которая должна была осуществлять выплаты компенсации пострадавшим от действий иракцев за период с 2 августа 1990 года по 2 марта 1991 года физическим и юридическим лицам, государствам и международным организациям. Компенсации подлежал в том числе экологический вред.
На 2007 год Комиссия удовлетворила 1 543 665 претензий к Ираку на общую сумму в 52 386 млн долларов. Из этой суммы реально было выплачено на 1 июня 2007 года — 22 081 млн долларов. Выплаты производит специальный Фонд ООН из отчислений с иракского экспорта нефти и нефтепродуктов.